# Delia Revoredo
Delia Clotilde Genoveva Revoredo Marsano (Lima, 1 de febrero de 1943) es una abogada y jurista peruana. Fue magistrada del Tribunal Constitucional del Perú en 2 ocasiones, siendo la primera mujer en ejercer dicho cargo en la historia del Perú.

## Biografía
Nació en la ciudad de Lima, el 1 de febrero de 1943. Es hija de Raúl Revoredo Martínez y de Carmela María Teresa Marsano Campodónico. Nieta del italiano Tomás Marsano, quien se dedicó a la minería y bienes raíces.
Realizó sus estudios escolares en el Colegio Sagrados Corazones Belén. Postuló a la Pontificia Universidad Católica del Perú e ingresó en el segundo puesto. Culminó sus estudios de Derecho y obtuvo el título de Abogado en 1975. Se especializó en Derecho Internacional y asuntos jurídicos internacionales.
En el ámbito académico, ha sido profesora en la Pontificia Universidad Católica del Perú, en la Universidad de Lima y en la Academia Diplomática del Perú. Fue directora de la Academia de la Magistratura del Perú.
En el año 1962 se casó con el entonces gerente general de Texaco en Lima, Michael DeBakey con quien tuvo tres hijos: Delia, Michael y Denise DeBakey Revoredo. Se separaron y divorciaron 25 años después. En 1987 se casó con Jaime Mur Campoverde.
De 1985 a 1987 fue profesora visitante de la Universidad de Yale en los Estados Unidos. De la misma manera, ha sido profesora visitante de la Universidad de Georgetown, la Universidad Estatal de Luisiana y la Universidad de California en Berkeley.
Desde 1993 es árbitro de Centro de Arbitraje de la Cámara de Comercio de Lima y en 2016 fue incorporada como Académico de Número de la Academia Peruana de Derecho.

## Trayectoria política

### Magistrada del Tribunal Constitucional
Delia Revoredo incursionó en el ámbito político cuando en el año 1996 postuló como magistrada del Tribunal Constitucional del Perú. Luego el 15 de junio del mismo año, el Congreso de la República la eligió como magistrada con 97 votos a favor, 2 en contra y 13 abstenciones.
El presidente Alberto Fujimori que había sido elegido en las elecciones de 1990 y reelegido en elecciones de 1995, inició una campaña para buscar su segunda reelección para las ya convocadas elecciones presidenciales del año 2000, a pesar de que la constitución de 1993 solo permitía una única reelección. De esta manera, en agosto de 1996 el Congreso de la República de mayoría fujimorista aprobó la ley Nº 26657 o también llamada de Interpretación Auténtica en la cual se facultaba al presidente a postular una tercera vez.
Tras la cuestionada ley, el Tribunal Constitucional declaró la ley como inaplicable para el presidente Fujimori en 1997. Sin embargo, el Congreso sorpresivamente decidió crear una comisión investigadora que acusó a los magistrados Ricardo Nugent, Manuel Aguirre Roca, Guillermo Rey Terry y a Revoredo. Los magistrados del Tribunal Constitucional acudieron ante el Congreso de la República y fueron defendidos por Valentín Paniagua. Revoredo contó con el apoyo de los congresistas de oposición mientras el congresista fujimorista Enrique Chirinos Soto leía la destitución hecha por Luis Delgado Aparicio. Finalmente en mayo de 1997, los magistrados fueron destituidos por el Congreso de la República.
En enero de 1998, el Colegio de Abogados de Lima la eligió como decana. Luego en abril del mismo año, Revoredo solicitó asilo político a la Embajada de Costa Rica en Lima. Revoredo obtuvo el asilo del país centroamericano y también el apoyo de la Comisión Interamericana de Derechos Humanos para revisar su caso y tras ser perseguida por el régimen fujimorista.
La Corte Interamericana de Derechos Humanos resolvió que los magistrados destituidos Revoredo, Rey Terry y Aguirre Roca debían ser repuestos en sus cargos. En noviembre de 2000, fueron restituidos bajo el gobierno de transición encabezado por Valentín Paniagua. Revoredo permaneció en el Tribunal Constitucional hasta el año 2005.
En el 2018 el gobierno de Martín Vizcarra la nombró como miembro de la Comisión de Reforma del Sistema de Justicia.

## Publicaciones
- Código Civil: Exposición de Motivos y Comentarios (1988)